# 北伊勢之戰
北伊勢之戰，是日本戰國時代時，永禄10年（1567年）起，織田信長侵入伊勢國北部神戶城等地的戰事，最後織田信長順利使神戶具盛跟關盛信等當地豪族臣服。

## 戰況
在尾張國大名織田信長進攻美濃國同時，也在永祿10年（1567年）春季讓家臣蟹江城主瀧川一益率領5千兵馬作為先鋒入侵伊勢，率先攻下久須城，對伊勢國與尾張邊境長島、桑名，與美濃邊境的大藪、多度一帶的豪族進行懷柔，桑名、員弁兩郡的木股、茂福、上木、白瀬、濱田、高松等豪族因此投入織田家帳下。
織田信長於當年8月拿下齋藤家的稻葉山城後隨即率領數萬兵力出兵伊勢桑名一帶，南部、加用、梅津、富田等豪族在織田軍逼近時相繼臣從，織田軍大舉包圍豪族楠貞孝所在的楠城，楠貞孝自覺不敵而投降，織田軍繼而轉往攻打神戶家臣山路彈正所鎮守的高岡城，並派遣新降的楠貞孝作為先鋒，但在山路彈正的防備下，織田信長一時未能攻克，織田信長遂採用火攻，燒毀高岡城周遭，使高岡城淪為裸城，但由於新歸附的西美濃三人眾又有傳言要反叛，尤其傳出安藤守就要勾結武田信玄入侵美濃，因此織田信長留下瀧川一益坐鎮北伊勢，便領軍回歸美濃
織田信長後在永祿11年（1568年）2月上旬，再度領尾張美濃兩國約4萬大軍入侵北伊勢，千草、宇野部、赤堀、稻生等投降加入織田家帳下，織田信長也再次對高岡城發動攻勢，而神戶家也在神戶城進行籠城的準備，織田信長有鑑強攻不利，因而派遣使者跟神戶家當主神戶具盛交涉，由於神戶家臣山路彈正見織田軍勢盛難敵，也勸說神戶具盛投效織田，因此雙方順利達成讓織田信長之子作為神戶具盛養子入繼神戶家的協議，神戶家歸入織田家帳下，鄰近的北伊勢一帶僅剩與神戶具盛同樣迎娶了蒲生家女兒的豪族關盛信仍從屬六角家，周遭的豪族峯、國府、鹿伏兎，也陸續歸附織田家。由於神戶家原先是從屬於近江大名六角義賢，並送出叔父圓貞坊作為人質，在聽聞神戶具盛投效織田後，六角義賢大怒下決定要殺死圓貞坊，圓貞坊遂佯裝發狂，因此六角義賢便暫時將他囚禁，而圓貞坊便趁機逃出囚所，回歸伊勢。
織田信長隨後放眼要進攻中伊勢的長野家，領兵攻入安濃郡，當時長野家已被迫迎入伊勢強豪北畠具教的次子長野具藤擔任當主，長野家重臣細野藤敦在細野城率兵鎮守，使織田軍一時沒法攻陷，但其弟分部光嘉、川北藤元卻暗中跟織田信長勾結，在分部光嘉、川北藤元策劃下，長野家臣聯合放逐了長野具藤，另迎織田信長之弟織田信包作為新當主，雲林院、草生、家所、細野、乙部、中尾等長野一族全數投入織田家帳下，長野具藤逃往南伊勢依附父親北畠具教。在織田信長拿下長野家後，四面為織田家勢力包圍的關盛信也反出六角家投降織田信長。

## 戰後
織田信長成功統合北伊勢八郡後，確定由年僅11歲的三子織田信孝迎娶神戶具盛之女，作為婿養子入繼神戶家，織田信長也安排幸田彦右衛門尉擔綱信孝的傅役，此外信孝外公坂仙齋以及岡本太郎右衛門尉、三宅権右衛門尉、坂口縫殿助、山下三右衛門尉、末松吉左衛門和立木、河村的武士也隨侍信孝進入神戶家，關盛信跟峯、国府、鹿伏兎等豪族也編為信孝的與力。
而信長之弟織田信包繼承長野家後，率領尾張家臣進入奄芸郡別保上野城，原長野家臣雲林院、草生、家所、細野、分部、乙部、中尾、川北等都編為他的與力。
織田信長也安瀧一益作為勢州奉行，領有尾張長島、河内一帶的封地，千草、宇野部、楠、赤堀、稲生、南部、加用、梅津、冨田、上木、白瀬、濱田、高松、木股、茂福等北伊勢豪族也編為其與力。同時派遣一族中的織田掃部助進駐安濃津城，負責調略南伊勢投效織田家，織田掃部助一度攻打北畠家臣奧山常陸介所把守的今德山城，奧山常陸介本就是北畠家知名勇將，在他防備下織田掃部助無功而返。